# 六马镇
六马镇，是中华人民共和国贵州省安顺市镇宁布依族苗族自治县下辖的一个乡镇级行政单位。
2012年，贵州省人民政府批复同意撤销六马乡，设置六马镇。
2016年1月14日，贵州省人民政府批复同意镇宁自治县部分乡镇行政区划调整，新设置的六马镇辖原六马镇、打帮乡行政区域，镇人民政府驻板乐村。

## 行政区划
六马镇下辖以下地区：
板乐村、炳坝村、乐号村、弄袍村、烂田村、板阳村、许埋村、打万村、押浪村、板腰村、板干村、纳坡村、嘎达村、江纳村、打罕村、八大村、岜解村、岜塘村、猫寨村、许怀村、关脚村、许干村、龙广村、简益村、看牛坪村、许相村、纳建村、许慢村、夹道村和打帮乡。